# 1975年成文法（廢除）法令
《1975年成文法（廢除）法令》（英語：Statute Law (Repeals) Act 1975；c 10）是英國國會的一項法令。
該法令曾於2010年底在英國部分地方有效。
它採納了法律委員會（Law Commission）及蘇格蘭法律委員會（Scottish Law Commission）第六次關於成文法編正的報告中所載的建議。

## 第1條
該法令第1(1)及(3)條由《1998年成文法（廢除）法令》附表1第IX部 （页面存档备份，存于）第1組廢除。

## 第2條
該法令第2(2)條由《1998年成文法（廢除）法令》附表1第IX部第1組廢除。

## 附表
附表由《1998年成文法（廢除）法令》附表1第IX部第1組廢除。